# Flotsam and Jetsam
Flotsam and Jetsam est un groupe de thrash metal américain, originaire de Phoenix, en Arizona. Il est souvent associé au nom de Jason Newsted qui en fut le premier bassiste avant de rejoindre Metallica. Malgré des débuts prometteurs avec les albums Doomsday for the Deceiver et No Place for Disgrace, le groupe a du mal à percer en dehors des milieux underground.

## Biographie

### Débuts (1981-1986)
Le groupe, dont le nom original était Paradox, est fondé par le batteur Kelly David-Smith et deux guitaristes jusqu'en 1982, lorsque le bassiste Jason Newsted se joint au groupe. Jason est venu à Phoenix avec son groupe Gangster, supposant continuer en Californie, mais le groupe se sépare lors de leur venue à Phoenix. Kelly et Jason (qui assurait aussi le chant) jouent leur premier véritable concert sous le nom de Dredlox,, accompagnés des guitaristes Mark Vazquez et Kevin Horton. Kelly aperçoit Eric A. Knutson chanter The Goodbye Girl lors d'un spectacle à son lycée. En 1983, ils étudient dans la même classe, et Kelly demande à Eric s'il voulait passer une audition. Ils lui donnent deux semaines de période d'essais, puis Eric rejoint le groupe. En raison de cette période d'essai en tant que membre, le groupe surnomme Eric « the 2 weeker » . Ed Carlson, qui faisait partie d'un groupe rival appelé Exodus (aucune relation avec le groupe de thrash de Californie), rejoint le groupe en 1983 après le départ de Kevin du groupe. Le nom du groupe change pour The Dogz mais cela ne durera pas longtemps ; le groupe se renommera Flotsam and Jetsam après l'écriture d'un titre inspiré par un chapitre des Deux Tours de J. R. R. Tolkien.
Le groupe fait ses débuts sur scène dans les clubs locaux et dans l'État de Californie ; il a également l'opportunité de jouer aux côtés de groupes tels que Megadeth, Armored Saint, Alcatrazz, Malice, Exciter, Mercyful Fate, Riot, et Autograph. En 1985, Mark part, et Michael Gilbert (17 ans à l'époque) rejoint le groupe. Flotsam and Jetsam réalise deux démos sur cassette audio intitulées Iron Tears et Metal Shock en 1985. Ils filment leur propre clip Hammerhead à partir de la démo Metal Shock : « Nous l'avons réalisée dans le salon de Jason et Ed. Nous avons également enregistré une vidéo live au Infamous Bootlegger à Phoenix. » Ces deux vidéos, en plus des deux démos, donnent une bonne impression aux maisons de disques, puis, après leurs participation aux compilations Speed Metal Hell II et Metal Massacre VII, ils signent un contrat avec Metal Blade Records.

### Doomsday for the Deceiver(1986-1988)
Flotsam and Jetsam enregistre son premier album à Los Angeles, Doomsday for the Deceiver, produit par Brian Slagel, et commercialisé le 19 juillet 1986. Il est considéré par beaucoup[Qui ?] comme une pièce maîtresse dans l'histoire du thrash metal, et il est le premier à se voir attribuer la note de 6 étoiles par le magazine Kerrang,. Le bassiste Jason Newsted, qui était aussi le principal compositeur et parolier, quitte le groupe peu après pour rejoindre Metallica, et remplacer leur bassiste Cliff Burton décédé dans un accident de bus. Le soir d'halloween en 1986, Jason fait son dernier concert avec Flotsam and Jetsam. Le groupe doit demander au bassiste Phil Rind du groupe de Sacred Reich de remplacer Jason pour une courte durée. Ils engagent ensuite Michael Spencer, du groupe de Sacramento Sentinel Beast. Flotsam and Jetsam signe un contrat avec la maison de disques de Elektra du groupe Metallica avant de partir en tournée avec Megadeth en 1987.

### No Place for DisgraceetWhen the Storm Comes Down(1988-1992)
Micheal Spencer est remplacé par Troy Gregory en 1988, et en mai de la même année, le groupe sort son second album No Place for Disgrace. Il contient une reprise du morceau d'Elton John Saturday Night's Alright for Fighting pour lequel un clip est tourné. Le groupe joue en première partie de King Diamond aux États-Unis. Ils partent également en tournée avec Megadeth, Testament et Sanctuary en Europe, sur la tournée So Far.., So Good.., So What.
Flotsam and Jetsam signe un contrat avec la maison de disques MCA, et commence à préparer leur troisième album When the Storm Comes Down, qui sort le 1er mai 1990,,. Le groupe espérait gagner un peu de reconnaissance avec cet album, mais ce dernier souffre d'une très médiocre production et ne fait pas l'unanimité parmi les fans[réf. nécessaire].

### DeCuatroàHigh(1992-1999)
Troy Gregory quitte Flotsam and Jetsam peu après pour rejoindre Prong ; le groupe doit, une fois de plus, trouver un nouveau bassiste et trouve Jason Ward. Cuatro, sorti en 1992, montre un changement de style musical : il ne contient pas de titre purement speed metal ou thrash metal. Cet album connait un bon succès, certainement grâce à la bonne production de Neil Kernon. Flotsam and Jetsam fait aussi des efforts concernant la promotion : quatre singles sont extraits de cet album, et des clips sont tournés pour les titres Swatting at Flies et Wading Through the Darkness.
Leur cinquième album Drift est commercialisé le 25 avril 1995, ainsi que trois singles issus de ce dernier. Jason dédicace cet album à son frère Jeff Ward, ex-batteur des groupes tels que Nine Inch Nails, Ministry, Revolting Cocks et Lard, qui décéda en 1993. Une longue pause suivit la parution de cet album. Durant leur tournée avec Megadeth et Korn, leur contrat avec MCA est rompu et ils retournent au label Metal Blade Records. Pour leur album High, paru en 1997, la police d'écriture des titres des morceaux était celle des logos de groupes de métal connus, tels que Iron Maiden, Metallica, Kiss, Van Halen, AC/DC, Judas Priest, et Misfits, entre autres. Les arrangements et le son de cet album sont plus expérimentaux que les précédents albums ; il contient également une reprise de Fork Boy du groupe Lard, mais cet album n'a pas de succès comparables aux autres albums[réf. nécessaire]. Michael Gilbert et Kelly Smith quittent le groupe après la parution de cet album, et sont remplacés par le guitariste Mark Simpson et le batteur Craig Nielsen. Avec cette nouvelle formation, Flotsam and Jetsam repart en tournée européenne aux côtés d'Anvil et Exciter.

### DeUnnatural SelectionàDreams of Death(1999-2006)
Unnatural Selection parait en 1999, suivi d'une courte pause pour le guitariste Mark Simpson. Il rejoint à nouveau le groupe en 2000 pour enregistrer un nouvel album, My God, qui sort par la suite en mai 2001, pour lequel il compose la plupart des titres. Cet album est remarquable par ses très bons morceaux et la qualité de la production. Durant la même période, Eric A.K. fonde un groupe de musique country, The A.K. Corral. Il quitte alors le groupe, démotivé après avoir passé 15 ans à attendre le succès. Bien que le groupe ne se sépare pas complètement, il y a une longue pause à cette période. Ils trouvent un nouveau chanteur, en la personne de James Rivera, qui n'assure cependant le chant que durant les concerts. Par la suite, le groupe réalise qu'aucun autre chanteur ne pourrait prendre la place d'Eric A.K., Rivera quitte le groupe rapidement.
Durant les années 2002 et 2003, le groupe n'est que très rarement actif, Eric A.K. rejoint le groupe pour assurer quelques dates dans la région de Phoenix et Los Angeles en 2003. Un enregistrement de ces concerts sort en DVD Live in Phoenix. Ayant signé avec Crash Music en mai 2004 et avec le retour officiel d'Eric A.K., ils repartirent en tournée avec Overkill et Death Angel pour une série de concerts au Japon, où ils jouèrent à guichet fermé dans des salles de plus de 1 000 places.
Durant 2005, Flotsam and Jetsam retourna en studio afin de travailler sur leur nouvel album. Les textes furent pour la plupart inspirés par les cauchemars d'Eric. Il en résulte un album concept intitulé Dreams of Death – comme le second morceau de l'album No place For Disgrace. Dreams of Death sort en juillet 2005.

### Live In Japan,Once in a DeathtimeetThe Cold(2006-2010)

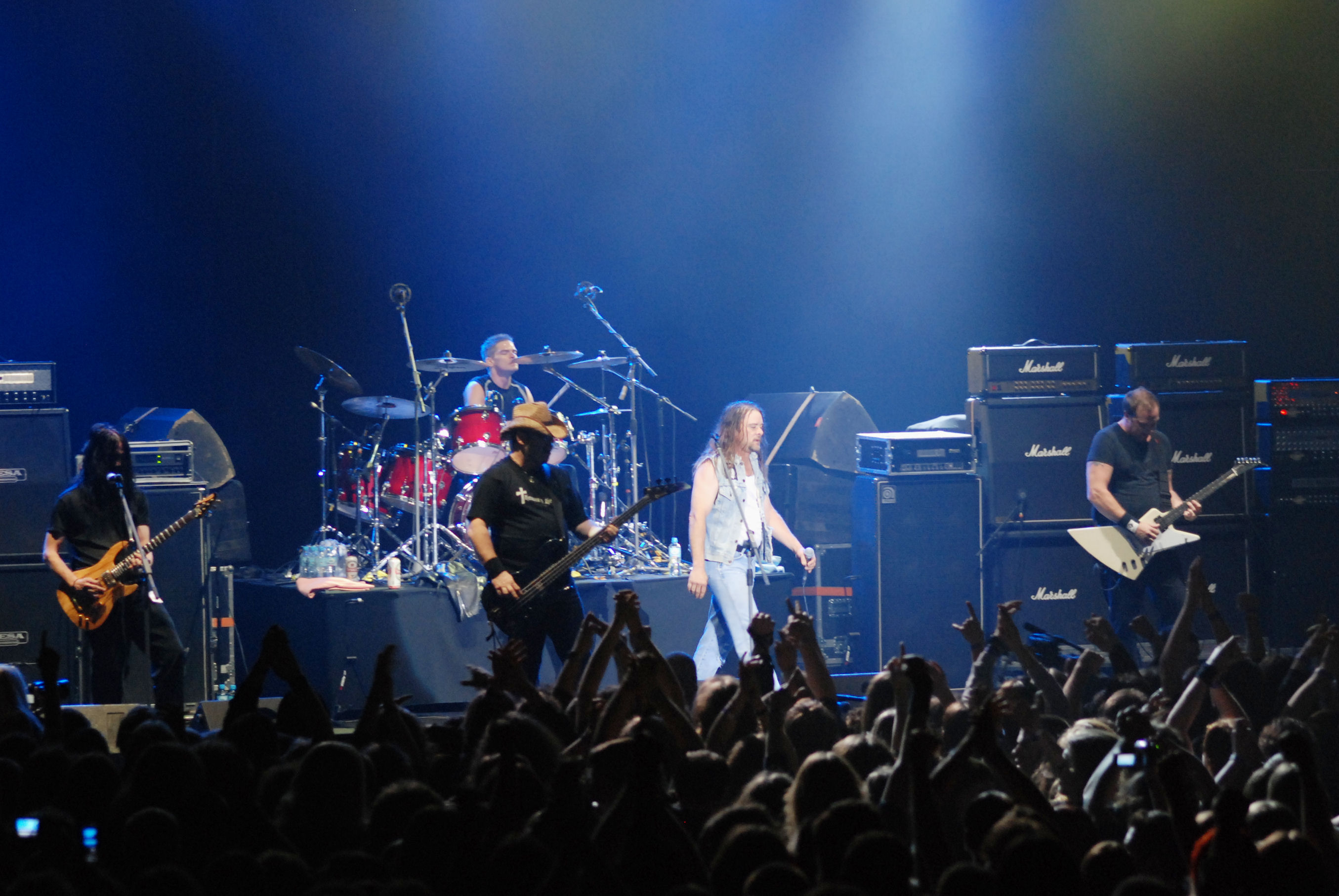
Flotsam and Jetsam, sur scène en 2008.

Le DVD live Live in Japan sort en février 2006 et présente leur concert de 2004 au Citta Club à Tokyo, devant les hurlements d'un millier de fans japonais. Doomsday for the Deceiver est ré-édité en novembre 2006 par Metal Blade Records pour célébrer ses 20 ans. Cette ré-édition contient le CD original, une deuxième version remixée et remasterisée, ainsi que deux démos. Le DVD inclut des performances live rares, une interview filmée au lycée de Kelly et un diaporama photo.
Au printemps 2008, Metal Mind Productions remasterise et ressort les albums When the Storm Comes Down, Cuatro (qui contient cinq titres bonus), Drift (qui contient trois titres bonus) et Dreams of Death ; No Place For Disgrace ne put être remasterisé en raison de problèmes légaux entre le groupe, leur maison de disques de l'époque Elektra Records et leur manager de l'époque Eric Braverman. En mars 2008, Flotsam anf Jetsam tourne en Europe et joue au festival Metalmania en Pologne. Ce concert est filmé et parait sur le DVD One in a Deathtime en juillet 2008. En milieu d'année 2008, le groupe est signé par la maison de disques Driven Music Group, fondé par l'ex guitariste de Korn, Brian « Head » Welch. Le nouvel album de Flotsam and Jetsam sort le 14 septembre 2010. Il s'agit du dernier album avec Ed Carlson en tant que guitariste. Il décide de quitter le groupe en bon termes, et il est remplacé par le premier guitariste du groupe, Michael Gilbert.

### Ugly NoiseetNo Place for Disgrace(depuis 2011)
À mi-2011, Craig Neilson quitte le groupe juste après le départ de Mark Simpson. L'ancien batteur et membre fondateur du groupe, Flotsam Kelly David Smith, est demandé à rejoindre le groupe 14 ans après la création du groupe. le groupe participe ensuite à la tournée promotionnelle Ugly Noise. Par la suite, Ugly Noise est enregistré puis distribué au label Pledge Music. Flotsam signe ensuite un nouveau contrat d'une échelle internationale avec le label Metal Blade Records. En janvier 2013, Flotsam participe au festival 70000 Tons of Metal pour la promotion de leur album Ugly Noise. S'ensuit avec une autre tournée avec Testaments, aux Dark Roots of Thrash Tour. Durant la tournée, Edward Carlson déclare souffrir atrocement du dos. Flotsam recrute le guitariste Steve Conley pour le remplacer. Flotsam recrute également Michael Spencer à la place de Jason Ward. Michael Spencer est le premier bassiste officiel du groupe depuis le départ de Jason Newsteds pour Metallica en 1986. Il participe aux tournées avec Flotsam en 1987 en Europe à la tournée Peace Sells de Megadeth. Spencer a également participé pleinement à No Place for Disgrace distribué sur Elekra Records en 1988. En juin 2013, le groupe participe aux Warriors of Metal Festival de Columbus, dans l'Ohio, puis engagent leur manager Jeff Keller (JKM) qui a travaillé auparavant avec des groupes comme UDO, Destruction, Lordi, Hirax, Primal Fear, Satan, et Suicidal Angels.
Leur nouvel album, No Place for Disgrace est publié à l'international le 24 février 2014 par Metal Blade Records. Flotsam prévoit ensuite 29 dates de tournées européennes aux côtés de Sepultura, Legion of the Damned et Mortillery. La tournée débutera en Allemagne le 7 février 2014. En décembre 2014, le batteur et membre fondateur, Kelly Smith, quitte le groupe pour des raisons familiales. Le batteur Jason Bittner le remplace alors.
Le 23 mars 2016, le groupe publie un nouveau single Iron Maiden. L'album éponyme de Flotsam and Jetsam, et douzième album du groupe, est publié le 20 mai 2016. Le groupe partira en tournée avec Destruction au Under Attack Tour en Europe en septembre et octobre 2016.

## Membres

### Membres actuels
- Eric A. « A.K. » Knutson — chant (1983–2001, depuis 2002)
- Michael Gilbert — guitare (1984–1999, depuis 2010)
- Michael Spencer — basse (1986–1987, depuis 2013)
- Steve Conley — guitare (depuis 2013)
- Ken Mary — batterie (depuis 2017)

### Anciens membres
- Mark Vazquez — guitare (1981–1984)
- Kevin Horton — guitare (1981–1983)
- Jason Newsted — basse (1982–1986)
- Phil Rind — basse (1986)
- Troy Gregory — basse (1987–1991)
- Craig Nielsen — batterie (1997–2011)
- Mark Simpson — guitare (1997–2010)
- Jason Ward — basse (1991–2012)
- Edward Carlson – guitare (1983–2010, 2010–2013)
- Mark Simpson — guitare (1997–2010)
- Jason Bittner — batterie (2014-2017)

### Membre de tournée
- James Rivera — chant (2001)

## Discographie

### Albums studio
- 1986 : Doomsday for the Deceiver
- 1988 : No Place for Disgrace
- 1990 : When the Storm Comes Down
- 1992 : Cuatro
- 1995 : Drift
- 1997 : High
- 1999 : Unnatural Selection
- 2001 : My God
- 2005 : Dreams of Death
- 2010 : The Cold
- 2012 : Ugly Noise
- 2014 : No Place for Disgrace 2014
- 2016 : Flotsam and Jetsam
- 2018 : The End of Chaos[30]
- 2021 : Blood in the Water
- 2024 : I am the Weapon

### Singles et EP
- Flotzilla (1987)
- Saturday Night's Alright For Fighting (1988)
- Suffer The Masses (1990)
- The Master Sleeps (1990)
- Selections from CUATRO (1992)
- Never To Reveal (1992)
- Swatting At Flies (1992)
- Wading Through The Darkness (1992)
- Cradle Me Now (1992)
- Smoked Out (1995)
- Blindside (1995)
- Destructive Signs (1995)

### DVD
- Live in Phoenix (2004)
- Live in Japan (2006)
- Once in a Deathtime (2008)